# Prostitution in Afghanistan

Prostitution ist in fast allen islamischen Ländern verboten (rot)

Die Prostitution in Afghanistan (persisch روسپی گری در افغانستان) ist illegal. Von den Taliban werden die Beteiligten wegen Zinā mit der Todesstrafe bestraft.
Solange in Afghanistan nicht die Taliban herrschten, gab es Strafen zwischen 5 und 15 Jahren Haft. Das Land ist zutiefst religiös und eines der islamisch-konservativsten Länder der Welt, in denen Sex außerhalb der Ehe gegen das Gesetz verstößt. Trotz Verbots soll Prostitution sowohl in der Hauptstadt Kabul als auch im Gebiet Mazar-e-Sharif im Norden des Landes floriert haben. Mazar-e-Sharif war in Afghanistan zur inoffiziellen Hauptstadt der Prostitution geworden. So sehr, dass „nach Mazar gehen“ zu einem Inbegriff für Männer in Afghanistan geworden war, die für Sex bezahlen wollten.
Eine große Anzahl von Frauen aus China, dem Iran, Pakistan, den Philippinen, Tadschikistan, Uganda und anderen Ländern wurde zur Prostitution nach Afghanistan gebracht. Laut der Abteilung für Sexualverbrechen des afghanischen Innenministeriums wurden in den Jahren 2007 und 2008 jede Woche etwa 2 bis 3 Prostitutionsverhaftungen in Afghanistan vorgenommen.
Unter dem ersten Taliban-Regime (1996–2001) wurde Prostitution in Kabul heimlich praktiziert, obwohl sie aufgrund der rigorosen Scharia-Auslegung mit der Todesstrafe bedroht war. Melissa Ditmore berichtet in der Encyclopedia of Prostitution and Sex Work, dass während der ersten Talibanherrschaft die Prostitution gedieh. Prostituierte arbeiteten hauptsächlich in ihren als Qalas bezeichneten Häusern, und in Kabul gab es 25 bis 30 versteckte Bordelle.
Mädchen und Frauen werden immer wieder von Verwandten oder Ehemännern gezwungen, sich zu prostituieren. Häufig werden Frauen gefoltert.

## Außergerichtliche Bestrafungen
- Im Juli 2008 wurden zwei afghanische Frauen beschuldigt, einen geheimen Prostitutionsdienst betrieben zu haben und für die Polizei zu arbeiten. Sie wurden von den Taliban in der Provinz Ghazni getötet, obwohl die örtlichen Behörden sowie das regionale amerikanische Militär ihre Unschuld behaupteten.[15] Die Praxis der Prostitution in Afghanistan ist illegal, mit Strafen zwischen 5 und 15 Jahren Haft und 80 Peitschenhieben, wenn sie unverheiratet sind.
- Zwei der Prostitution bezichtigte afghanische Frauen wurden im Juli 2010 erschossen.[16]

## Entwicklung bis 2010
Die Prostitution im Land wird hauptsächlich durch Armut und Vertreibung verursacht. Verbot der Arbeit von Frauen unter der ersten Herrschaft der Taliban bedeutete, dass einige Straßenkinder in den Handel gezwungen wurden, um ihren Lebensunterhalt zu verdienen. Laut dem Bericht über Menschenhandel 2010 der US-Botschaft in Kabul wurden Frauen aus dem Iran, Tadschikistan, China und möglicherweise Uganda und anderen Ländern in Afghanistan zur Prostitution gezwungen.
Es wird angenommen, dass Frauen aus Tadschikistan zur Prostitution durch Afghanistan in andere Länder verschleppt wurden. Gehandelte iranische Frauen durchquerten Afghanistan auf dem Weg nach Pakistan.  Eine Reihe von Kindern wurde auch von ihrer Familie verkauft.
Die Zahl der Prostituierten in Afghanistan ist gering. Einem Bericht der Universität von Manitoba aus dem Jahr 2007 zufolge könnte es in der 3-Millionen-Stadt Kabul etwa 900 weibliche Prostituierte geben. UNAIDS schätzte, dass es 2016 im Land 12.500 Prostituierte gab. Nach Angaben der Abteilung für Sexualverbrechen des afghanischen Innenministeriums wurden zwischen 2007 und 2008 jede Woche zwischen Afghanistan und Afghanistan zwei bis drei Verhaftungen wegen Prostitution vorgenommen.
Nach afghanischen Traditionen ist die Schande der Prostitution so groß, dass diejenigen, die an solchen Aktivitäten beteiligt sind, manchmal von religiösen Extremisten oder in einigen Fällen von Familienmitgliedern ermordet werden.

„Prostitution gibt es in jedem Land, in dem Armut herrscht, und es gibt sie in Afghanistan. Aber die Gesellschaft hat eine schwarze Brille und ignoriert diese Probleme. Tradition ist Ehre, und wenn wir über diese Tabus sprechen, brechen wir die Tradition.“

### Bordelle zur Zeit der Republik
Bordelle, die manchmal von Ausländern betrieben wurden, manchmal mit Verbindungen zu größeren kriminellen Netzwerken, existierten in mehreren Städten des Landes, indem sie Polizeibeamten, die kommen, um die Bordelle zu durchsuchen, Bestechungsgelder zahlten oder mit Sex bestochen. Es gab Berichte über einige Bordelle in Nordafghanistan in und um das Gebiet Mazar-e-Sharif in der Provinz Balch.
In der Hauptstadt Kabul wurden in den vier Jahren nach dem Sturz des ersten Taliban-Regimes vier chinesische Bordelle („chinesische Restaurants“) eröffnet. Vier Jahre später reduzierte eine Reihe von Polizeirazzien die Bordelle auf drei

### Nikah mut'ah
Nikah mut'ah ist eine befristete Ehe, die hauptsächlich im schiitischen Islam praktiziert wird und von der Mehrheit der sunnitischen Muslime abgelehnt wird. Es gibt auch einige neuere Berichte über Mut'ah (persisch: Fegha), die in Mazar-e-Sharif praktiziert werden.

## Sexhandel zur Zeit der Republik und im Ausland
Menschenhändler beuteten inländische und ausländische Opfer in Afghanistan aus, und Menschenhändler beuten Opfer aus Afghanistan im Ausland aus. Interner Handel ist häufiger als transnationaler Handel. Einige afghanische Familien verkaufen ihre Kinder wissentlich in den Sexhandel, auch für Bacha bazi. Es gibt Berichte, dass einige Strafverfolgungsbeamte, Staatsanwälte und Richter Bestechungsgelder von oder die Beziehung zu den Tätern von Bacha bazi annahmen und ihnen ermöglichten, der Bestrafung zu entgehen. Afghanische Rückkehrer aus dem Iran und Pakistan sowie intern vertriebene Afghanen waren anfällig für Ausbeutung beim Sexhandel. Es gab auch Frauen- und Mädchenmärkte in Ostafghanistan, in den Regionen Nangarhar und Paktia, wo die Frauen offen verkauft wurden. Einige der Opfer sollen nach Pakistan gebracht worden sein.
Männer, Frauen und Kinder in Afghanistan zahlen häufig Vermittler, um sie bei der Arbeitssuche zu unterstützen, vor allem im Iran, in Pakistan, Indien, Europa oder Nordamerika. Einige dieser Vermittler zwingen Afghaninnen zur Prostitution. Afghanische Frauen und Mädchen sind vor allem in Afghanistan, Iran, Pakistan und Indien dem Sexhandel ausgesetzt. Einige afghanische Jungen sind in Griechenland dem Sexhandel ausgesetzt, nachdem sie hohe Gebühren für den Schmuggel in das Land gezahlt haben. Afghanische Menschenhändler unterwarfen afghanische Jungen in Deutschland, Ungarn, Nordmazedonien und Serbien als Bacha bazi. Menschenhändler haben Frauen und Mädchen aus China, Iran, Pakistan, den Philippinen, Sri Lanka und Tadschikistan dem Sexhandel in Afghanistan ausgesetzt.
Im Jahr 2019 stufte das US-Außenministerium zur Überwachung und Bekämpfung des Menschenhandels Afghanistan zu einem Land der Tier-2-Beobachtungsliste herab.